# Sano Rihei
Sano Rihei (jap. 佐野 理平; * 21. September 1912 in der Präfektur Shizuoka; † 26. März 1992) war ein japanischer Fußballspieler.

## Nationalmannschaft
1936 debütierte Sano für die japanische Fußballnationalmannschaft. Sano bestritt zwei Länderspiele. Mit der japanischen Nationalmannschaft qualifizierte er sich für die Olympischen Spiele 1936.